# کاماز

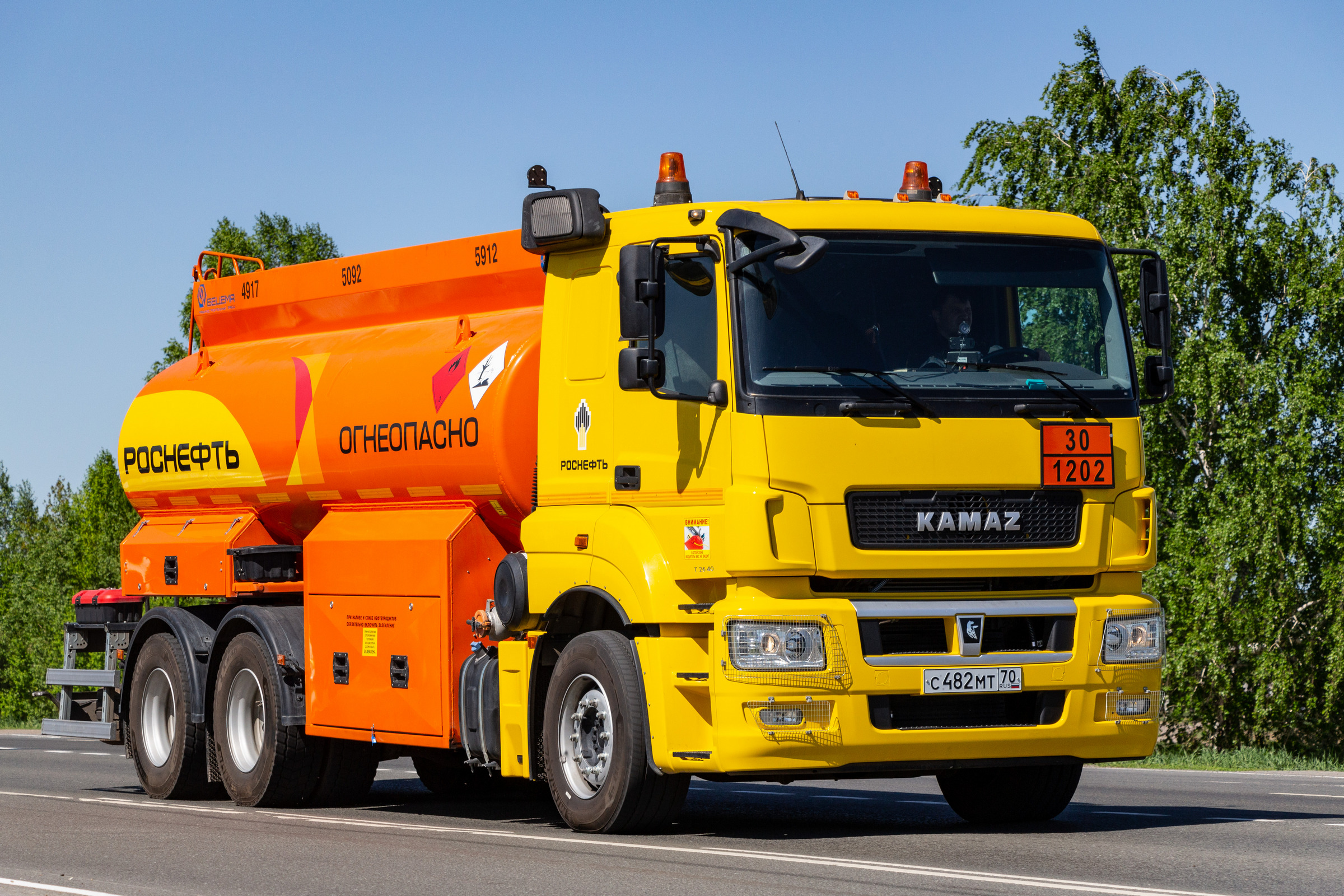
کامیون سوخت ساخت کاماز

کاماز (به روسی: КамАЗ) یک شرکت روسی تولیدکننده کامیون، اتوبوس و موتور دیزل است، که در نابرژنیه چلنی، جمهوری تاتارستان، فدراسیون روسیه واقع است.
کاماز نخستین خودروی خود را در فوریه سال ۱۹۷۶ عرضه کرد و هم‌اکنون کامیون‌های سنگین خود را، به بسیاری از کشورها از جمله: اروپای غربی، چین، خاورمیانه، آمریکای لاتین و آفریقای شمالی صادر می‌کند. کامیون‌های کاماز به دلیل قدرت و بهره‌وری، تاکنون ده بار در مسابقات رالی داکار به مقام نخست رسیده است.
امروز کاماز بزرگ‌ترین کامیون‌سازی روسیه و کشورهای مستقل همسود به‌شمار می‌رود. کارخانه کاماز ۲۶۰ دستگاه کامیون در روز و ۹۳۶۰۰ دستگاه در سال تولید می‌کند. نیروی زمینی ارتش روسیه از کامیون‌های ویژه و نظامی کاماز استفاده می‌نماید.

## تاریخچه

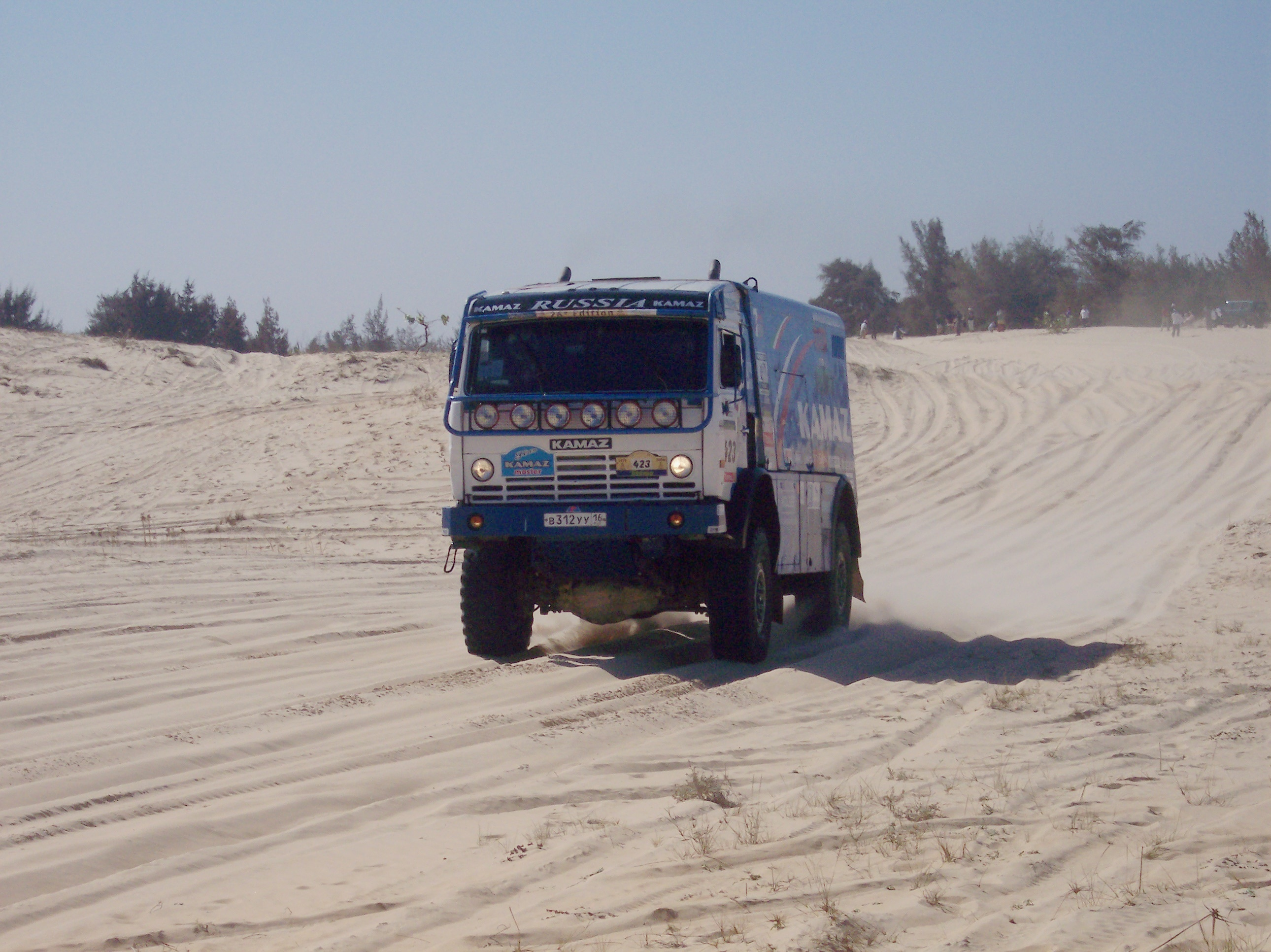
کاماز در رالی داکار

در سال ۱۹۶۹، کمیسیون مرکزی حزب کمونیست اتحاد شوروی و انجمن اداری اتحاد جماهیر شوروی سوسیالیستی، در جلسه مشترک خود تصمیمی مبنا بر بناکردن یک کارخانه بزرگ برای تولید خودروهای سنگین و بزرگ، در شهر نابرژنی چلنی گرفتند. کار آن کارخانه، در حقیقت در ۱۳ دسامبر سال ۱۹۶۹ شروع شد، اما اولین خودروی کاماز در انجمن اصلی ترابری روسیه ثبت نشد و ثبت آن به ۱۶ فوریه ۱۹۷۶ موکول گردید.
در سال ۱۹۸۷ یک خط برای تولید کردن سواری اوکا یا واز-۱۱۱۱ که خودرویی کوچک بود، ایجاد شد و اولین خودرو از این خط تولید، در تاریخ ۲۱ دسامبر ۱۹۸۷ بیرون آمد. کاماز پس از آن به تولید اتوبوس، تراکتور، ابزارهای سنجش، مولد برق و قطعات ماشین‌آلات کشاورزی نیز پرداخت. کامیون‌های کاماز در ابتدا عمدتاً در ارتش مورد استفاده قرار می‌گرفتند؛ اما در سال‌های بعد، شماری از کامیون‌های نظامی کاماز که عمر مفید آن‌ها در ارتش سپری شده بود، به حراج گذاشته شد و همچنین تعدادی نیز از جمهوری‌های شوروی سابق از ارتش خارج گردید و بدین ترتیب کامیون کاماز به شبکه ترابری تجاری راه یافت.
شرکت کاماز همکاری خود را با شرکت‌های متعددی در کشورهای مختلف آغاز کرد. این شرکت‌ها، کامیون‌های کاماز را به صورت قطعه‌های آماده وارد کرده و آن‌ها را در خط خود مونتاژ می‌کردند.
در ۲۵ ژوئن سال ۱۹۹۰ انجمن تولید دگرگون شد و به این نتیجه رسیدند که باید این شرکت را به شرکتی مشترک‌المنافع تبدیل کنند. در ۱۴ آوریل ۱۹۹۳ کارخانه موتورسازی کاماز، دچار آتش‌سوزی شد و از بین رفت.
کامیون‌های کاماز به دلیل سادگی در طراحی داخلی، قدرت و بهره‌وری، قهرمان و نایب قهرمان شدن پی‌درپی در مسابقات رالی داکار مشهور بودند. به تدریج کاماز به بزرگ‌ترین شرکت کامیون‌سازی روسیه و کشورهای مستقل مشترکالمنافع تبدیل گردید. در آغاز دهه ۲۰۰۰ کارخانه کاماز ۲۶۰ دستگاه کامیون در روز و ۹۳٫۶۰۰ دستگاه کامیون در سال تولید می‌کرد. تمام کامیون‌های کاماز ۸ سیلندر بوده و این باعث می‌شد، که کاماز یک خودروی پرقدرت برای کار کردن در مناطق مختلف و دورافتاده به‌شمار آید، به‌گونه‌ای که عمده ماشین‌آلات سنگین مورد استفاده نیروی زمینی روسیه از کامیون‌های کاماز می‌باشد.
شرکت کاماز آخرین دستاوردهای خود در رابطه با خودروهای نظامی را در نمایشگاه اکسپو آرمز روسیه به نمایش گذاشت. در این نمایشگاه مدل‌های مختلفی از کاماز ارائه شده بود، که هر کدام ویژگی‌های خاصی داشت؛ مثلاً مدل کاماز ۶۳۵۰ برای حمل تیم‌های ویژه نظامی و تجهیزات به مناطق صعب‌العبور و غیرقابل نفوذ، کارایی داشت و با سیستم‌های ایزولاسیون، امکان عدم نفوذ آتش به تجهیزات خود را فراهم می‌کرد. مدل کاماز ۴۳۲۶۹ نیز یک خودروی نفربر ویژه برای عملیات داخل شهر و عملیات چریکی بود و قابلیت کار در دماهای ۴۵ درجه زیر صفر تا ۵۰ درجه بالای صفر را داشت.
کاماز که به بزرگ‌ترین شرکت سازنده کامیون روسیه تبدیل شده است، در سال ۲۰۰۹ تصمیم گرفت، با همکاری شرکت ژاپنی میتسوبیشی خط تولید کامیونت‌های سبک را راه‌اندازی کند. مکان احداث و راه‌اندازی این کارخانه، حومه رودخانه ولگا در نظر گرفته شد.
اولگ افاناسیف مدیر بخش اطلاعات و برنامه‌ریزی شرکت کاماز، ظرفیت کامیونت‌های تولیدی این کارخانه را سه‌ونیم تن اعلام کرد. هیئتی عالی‌رتبه از شرکت ژاپنی میتسوبیشی در اواخر ماه اکتبر به روسیه رفته و با بررسی اسناد مرتبط، عناصر لازم برای راه‌اندازی خط تولید را مشخص کردند. همچنین بر اساس توافق دو طرف، کاماز تأسیسات و پرسنل این کارخانه را تأمین نمود.
امروزه شرکت کاماز دارای کارخانه تولید کامیون‌های سنگین در کشورهای افغانستان، اتیوپی، قزاقستان، اوکراین، شیلی، ویتنام، پاناما، لهستان، ترکمنستان، عربستان سعودی، سودان، پاکستان، نیکاراگوئه، کره شمالی و ایران می‌باشد. این شرکت با داشتن بیش از ۵۲هزار کارمند در نقاط مختلف جهان، سالانه درآمدی بالغ بر ۳ میلیارد دلار دارد.
تا سال ۲۰۰۵ کاماز سهام‌دار اصلی شرکت زدام‌ای، که سواری کوچک اوکا را تولید می‌کند، بود. ولی در سال ۲۰۰۵ به گروه سیورستال فروخته شد.

## صاحبان کنونی
- شرکت دولتی فناوری روسیه: ۴۹/۹ درصد
- شرکت روسی ترولیکا دیالوگ: ۲۷/۳ درصد
- شرکت آلمانی دایملر آ. گ: ۱۱ درصد
- بانک اروپایی بازسازی و توسعه: ۴ درصد

## کاماز در ایران
شرکت کاماز مدتی است که با یکی از شرکت‌های بخش خصوصی در ایران کار می‌کند. این شرکت ایرانی که رخش خودرو دیزل نام دارد؛ کامیون‌های کاماز را به صورت قطعه‌های آماده وارد کرده و آن‌ها را در خط خود مونتاژ می‌کند. شرکت رخش خودرو دیزل نقش بسیار اساسی در مورد شناساندن کامیون‌های کاماز، داشته و هم‌اکنون خودروهای تجاری کاماز در محورهای کشور ایران در تردد می‌باشند.

## مدل‌ها
مدل‌های کاماز عبارتند از:

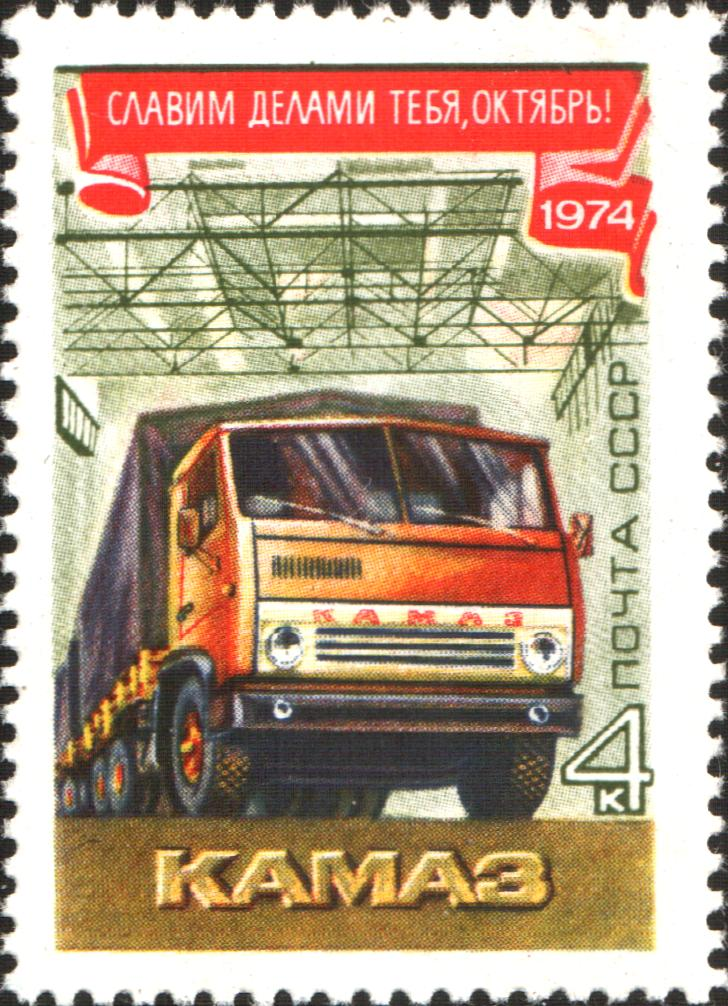
تمبر خودروهای کاماز در سال ۱۹۷۴ در شوروی

- کاماز ۶۵۲۰ کامیون کمپرسی ۶x۴ و شاسی خالی ۶x۴
- کاماز ۶۵۴۰ کامیون کمپرسی ۸x۴ و شاسی خالی ۸x۴
- کاماز ۶۵۲۲ کامیون کمپرسی ۶x۶ و شاسی خالی ۶x۶
- کاماز ۵۵۱۱۱ کامیون کمپرسی ۶x۴ و شاسی خالی ۶x۴
- کاماز ۶۵۱۱۵ کامیون کمپرسی ۶x۴ و شاسی خالی ۶x۴
- کاماز ۶۵۱۱۱ کامیون کمپرسی ۶x۶
- کاماز ۵۳۶۰۵ کامیون کمپرسی ۴x۲
- کاماز ۴۳۲۵۳ کامیون باری ۴x۲ و شاسی خالی ۴x۲
- کاماز ۴۳۱۱۸ کامیون باری ۶x۶ و شاسی خالی ۶x۶
- کاماز ۴۳۱۱۴ کامیون باری ۶x۶ و شاسی خالی ۶x۶
- کاماز ۶۵۱۱۷ کامیون باری ۶x۴ و شاسی خالی ۶x۴
- کاماز ۵۳۲۱۵ کامیون باری ۶x۴ و شاسی خالی ۶x۴
- کاماز ۴۳۲۶ کامیون باری ۴x۴ و شاسی خالی ۴x۴
- کاماز ۴۹۱۱ کامیون اسپرت ۴x۲
- کاماز ۴۳۰۸ کامیون برد متوسط ۴x۲ و شاسی خالی ۴x۲
- کاماز ۵۳۲۰۵ کامیون شاسی خالی ۶x۴
- کاماز ۵۳۲۲۹ کامیون شاسی خالی ۶x۴
- کاماز ۵۳۲۲۸ کامیون شاسی خالی ۶x۴
- کاماز ۵۴۱۱۵ کامیون کشنده ۶x۴
- کاماز ۵۴۶۰ کامیون کشنده ۴x۲
- کاماز ۶۵۱۱۶ کامیون کشنده ۶x۴
- کاماز ۶۴۶۰

## نگارخانه

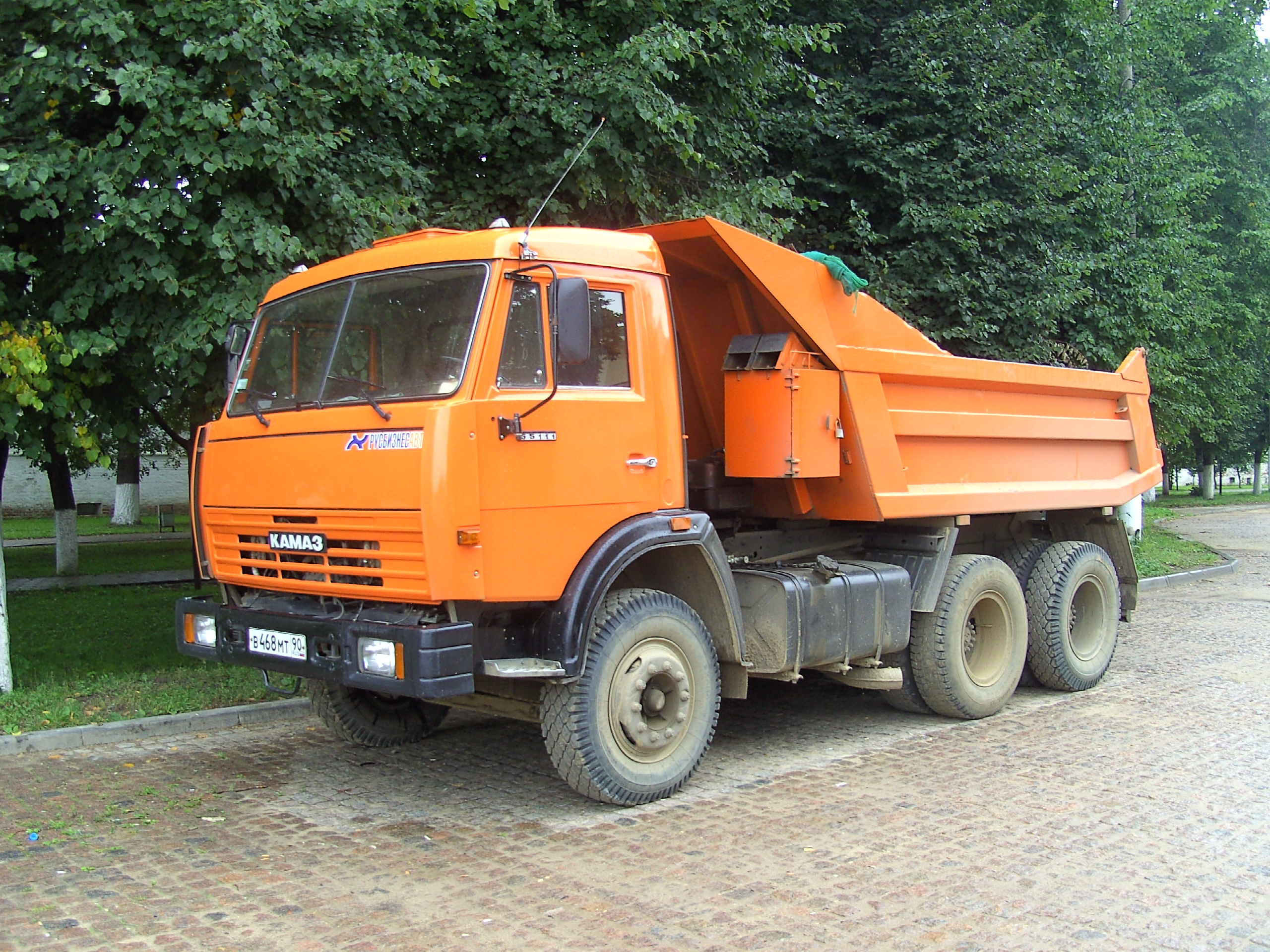
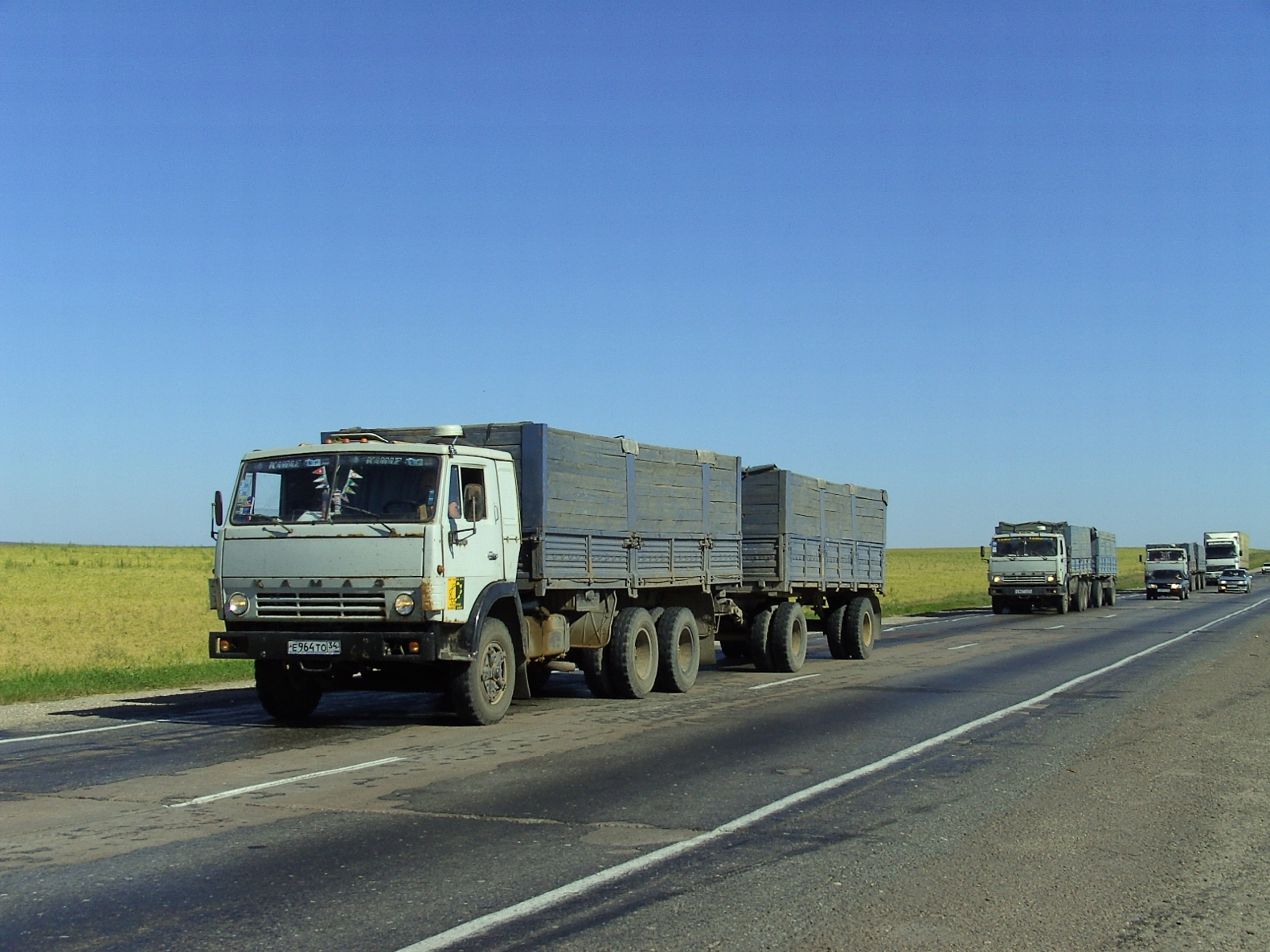
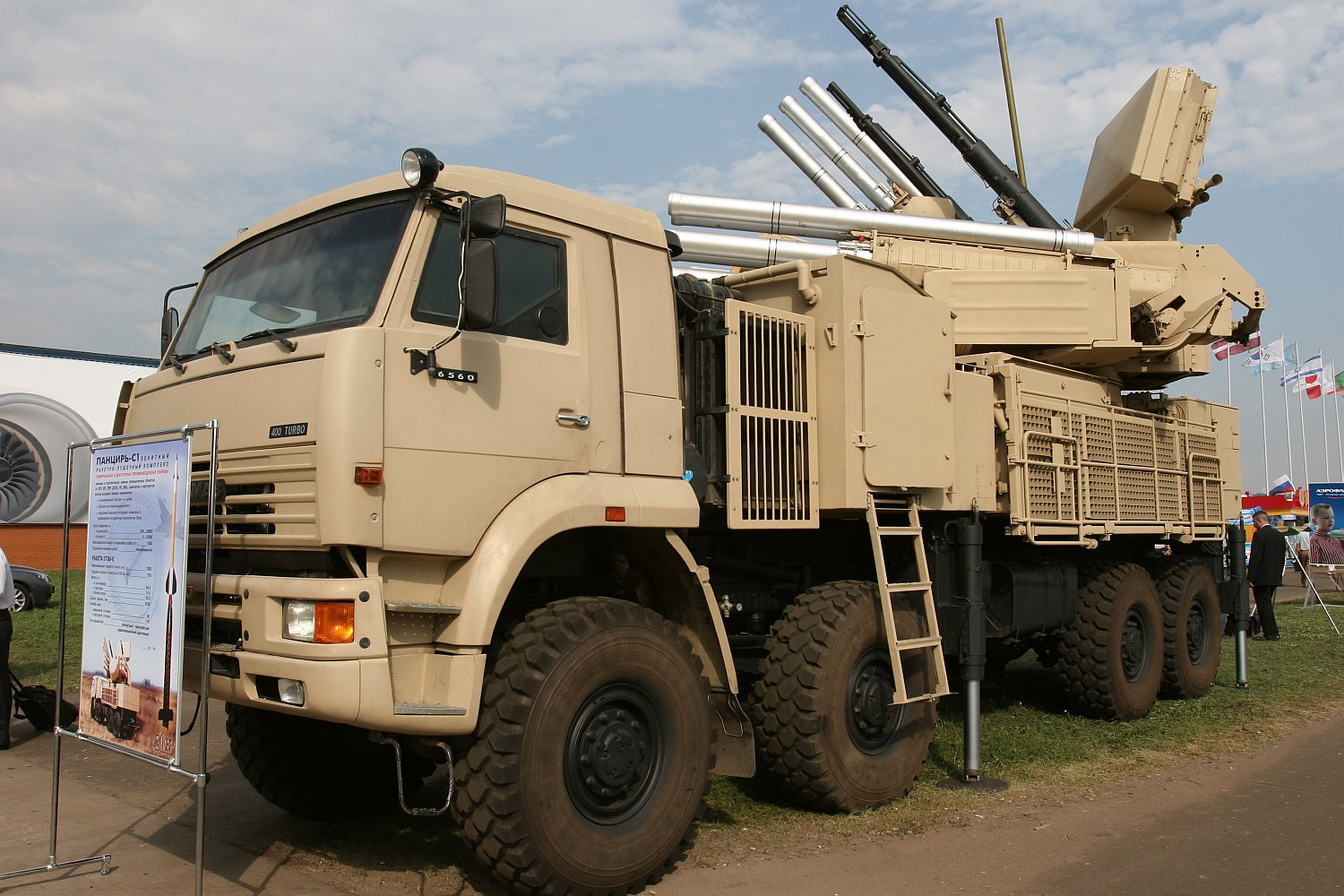
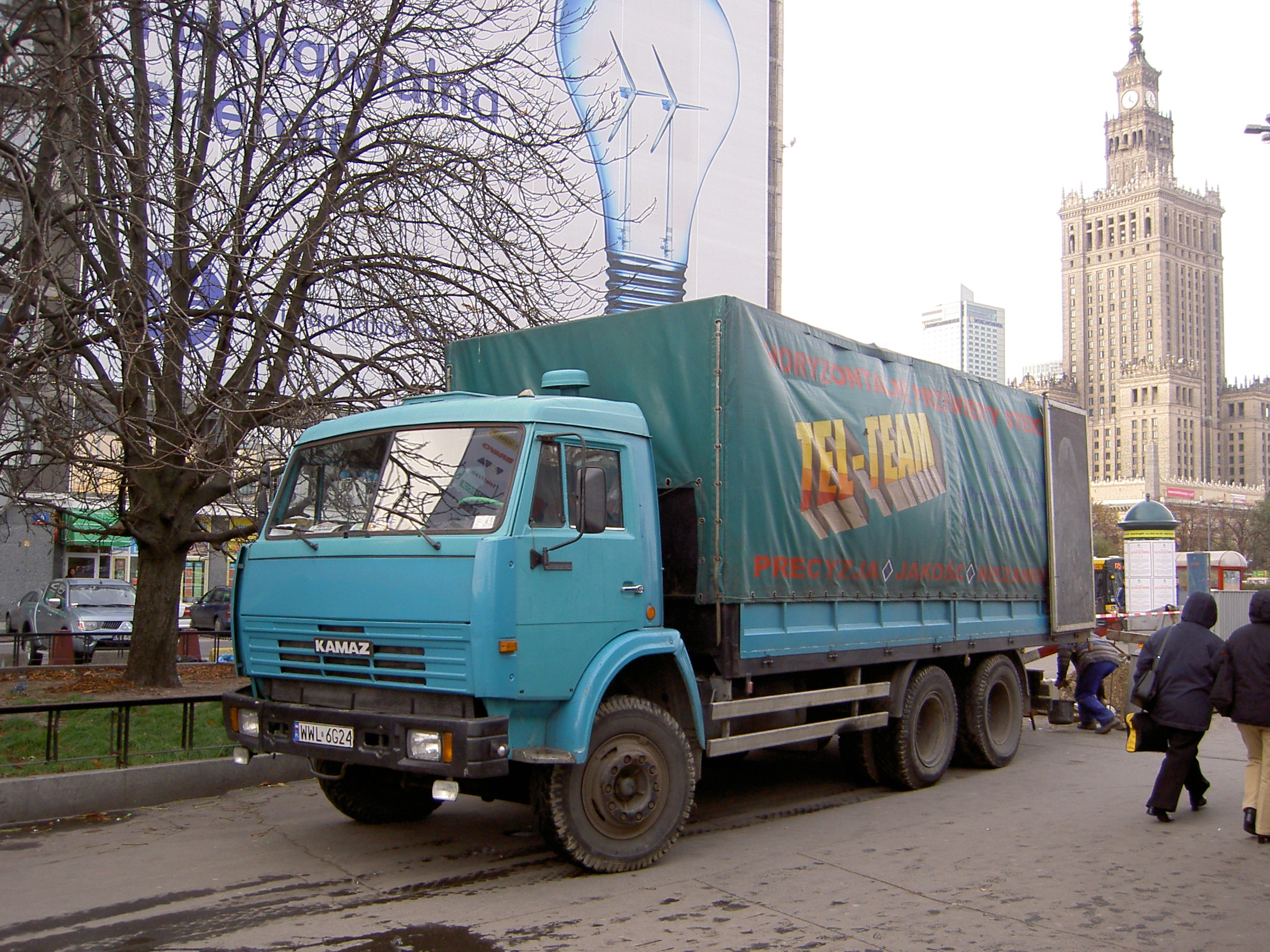
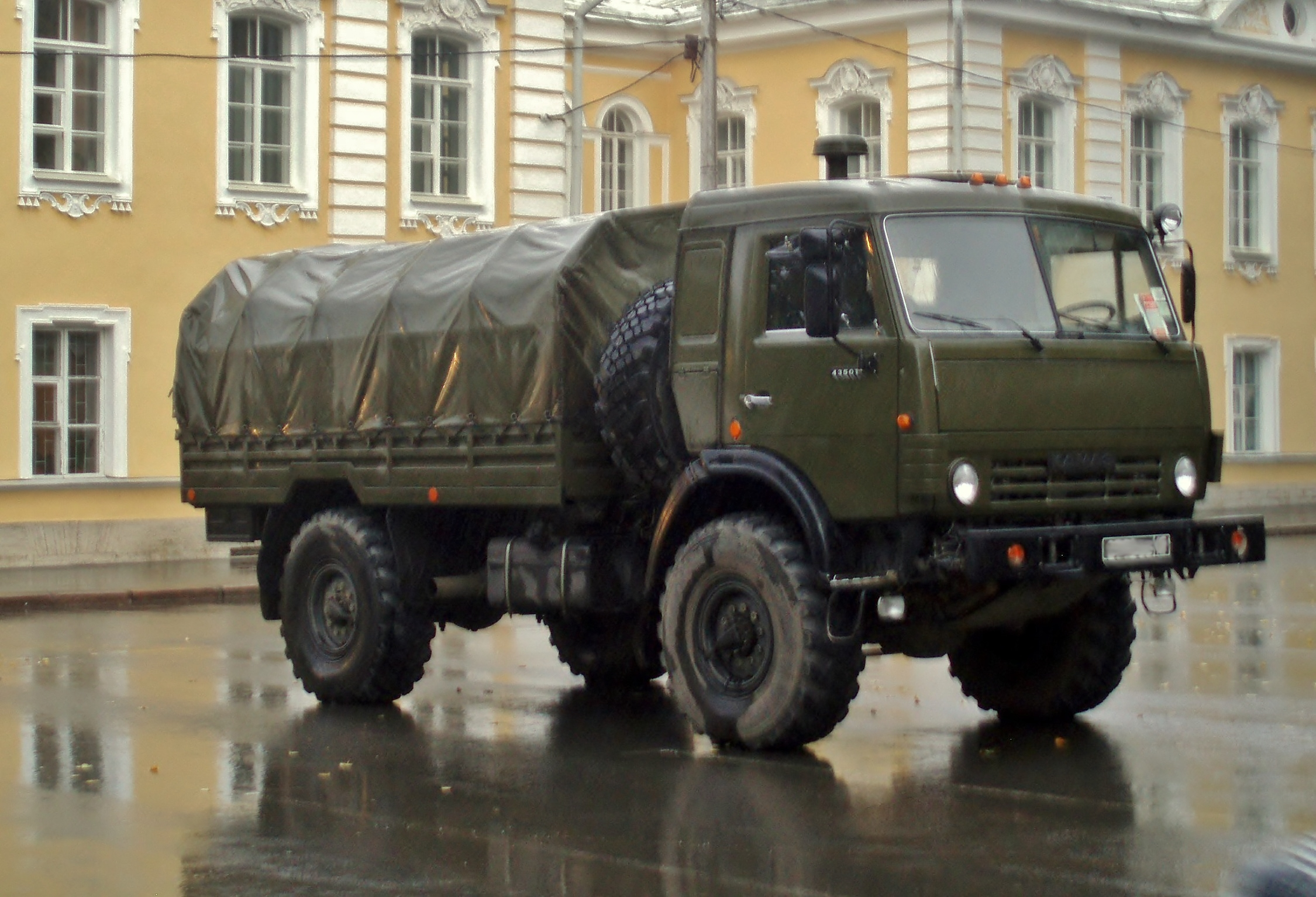

### کشنده‌های قدرتمند
- کاماز ۴۴۱۰۸ کامیون کشنده ۶x۶
- کاماز ۶۵۲۲۵ کامیون کشنده ۶x۶
- کاماز ۶۵۲۲۶ کامیون کشنده ۶x۶